# Всеобщие выборы на Кубе (1905)
Всеобщие выборы на Кубе проходили 1 декабря 1905 года. На президентских выборах Томас Эстрада Пальма был переизбран президентом. В Сенате практически в отсутствие оппозиции его Умеренная партия (Республиканская партия Гаваны) получила все 12 мест, а в Палате представителей, где избиралось половина депутатов, она получила 31 из 32 мест. Явка составила 74,0%.

## Результаты

### Президентские выборы
| Кандидат                           | партия                             | Голосов | %      |
| ---------------------------------- | ---------------------------------- | ------- | ------ |
| Томас Эстрада Пальма               | Республиканская партия Гаваны      | 306 874 | 96,51% |
| Недействительных/пустых бюллетеней | Недействительных/пустых бюллетеней |         | -      |
| Всего                              | Всего                              | 317 974 | 100    |
| Источник: Nohlen                   |                                    |         |        |

### Выборы в Сенат
| Партия                             | Голосов | % | Мест |
| ---------------------------------- | ------- | - | ---- |
| Республиканская партия Гаваны      |         |   | 12   |
| Недействительных/пустых бюллетеней |         | - | -    |
| Всего                              |         |   | 12   |
| Источник: Nohlen                   |         |   |      |

### Выборы в Палату представителей
| Party                              | Votes | % | Seats |
| ---------------------------------- | ----- | - | ----- |
| Республиканская партия Гаваны      |       |   | 31    |
| Независимые                        |       |   | 1     |
| Недействительных/пустых бюллетеней |       | - | -     |
| Всего                              |       |   | 32    |
| Источник: Nohlen                   |       |   |       |